# Terry Bozzio
Terry John Bozzio (San Francisco, 27 dicembre 1950) è un batterista statunitense.

## Biografia
Ha studiato alla Sir Francis Drake High School di San Anselmo, California, dove ha ottenuto un diploma in musica nel 1969. Si è costruito un nome registrando e andando in tour prima con Frank Zappa e in seguito con gli UK.
Ha formato i Missing Persons con la moglie e cantante Dale Bozzio, con l'ex-chitarrista di Zappa Warren Cuccurullo, l'ex-bassista di Zappa Patrick O'Hearn ed il tastierista Chuck Wild.
Bozzio ha registrato, attraversando generi tra loro diversissimi, centinaia di dischi con moltissimi musicisti. Tra i tanti: Duran Duran, Jeff Beck, Chad Wackerman, Steve Vai, Steve Stevens, Tony Levin, Andy Taylor, Robbie Robertson, Gary Wright, Don Dokken, UK, Paul Hyde, Herbie Hancock, Dweezil Zappa, Billy Sheehan, Richard Marx, Hide, Korn ed i Fantômas.
Nel 2010 ha intrapreso un tour insieme al chitarrista Allan Holdsworth, al bassista Tony Levin e al batterista Pat Mastelotto, nel quale si sono esibiti in pezzi totalmente improvvisati, rendendo unici e irripetibili i loro concerti. Il quartetto ha suonato in Italia in un'unica data, il 18 aprile 2010.

## Strumentazione
Terry Bozzio utilizza batterie DW, piatti Sabian, bacchette Vic Firth e pelli Attack.
Il suo drum-set è composto da sei casse (12x20", 16x18", 16x20" (x2), 14x24", 14x16"), rullante (5.5x12" Solid Maple), 12 tra tom e timpani (5x8", 5x10" (x5), 7x10", 6x12" (x2), 8x12", 9x13", 11x14") e 14 tom da 2x8".
Come hardware, Bozzio usa la DW serie 9000 e rack Pdp/Dw in una configurazione personale.

## Discografia

### Discografia con Missing Persons
- 1982 - Spring Session M

### Da solista
- Polytown - David Torn, Mick Karn, Terry Bozzio
- Solo Drum Music CD 1 & 2 - Terry Bozzio
- Solos & Duets - Terry Bozzio, Chad Wackerman
- Drawing the Circle - Terry Bozzio
- Nine Short Films - Terry Bozzio, Billy Sheehan
- Chamberworks - Terry Bozzio
- Bozzio/Mastelotto - Terry Bozzio, Pat Mastelotto

### Con Tony Levin e Steve Stevens
- 1997 - Black Light Syndrome Magna Carta
- 2000 - Situation Dangerous Magna Carta

### Altre collaborazioni
- 1989 - Jeff Beck's Guitar Shop, con Jeff Beck Epic Records